# Open Source Center
Das Open Source Center (OSC; englisch für Zentrum [für] Öffentliche Quellen) ist eine nachrichtendienstliche Behörde in den Vereinigten Staaten, die früher dem Director of National Intelligence unterstellt war. Sie ist auf das Sammeln und Auswerten von öffentlich zugänglichen Quellen – genannt Open Source Intelligence (OSINT) – spezialisiert.
Die täglichen Berichte der Behörde finden regelmäßig Eingang in den President’s Daily Brief des Präsidenten der Vereinigten Staaten.

## Lage und Mitarbeiter
Das Hauptquartier der Behörde befindet sich in Reston, Virginia, dort wo zuvor der Foreign Broadcast Information Service saß, deren FBIS-Mitarbeiter in das OSC integriert wurden. Die meisten Mitarbeiter sitzen in Reston und viele direkt vor Ort in den verschiedenen Botschaften der Vereinigten Staaten. Bei dem OSC sollen einige Hundert Mitarbeiter (Stand: November 2011) arbeiten. Genaue Zahl sind geheim.

## Geschichte
Das OSC wurde in der Folge der Terroranschläge am 11. September 2001 eingerichtet und dient hauptsächlich der Terrorabwehr und der Verhinderung illegaler Waffengeschäfte.
Seit den Protesten nach den iranischen Präsidentschaftswahlen 2009 sind soziale Netzwerke stark in den Fokus der Behörde gerückt.
In den Unruhen in Bangkok 2010 kamen, laut dem stellvertretenden Direktor des OSCs, zwei Drittel aller Berichte aus der Botschaft der Vereinigten Staaten in Bangkok an die Regierung, von seiner Behörde.
Der Veränderung der Stimmungslage vor dem Arabischen Frühling wurde von dem OSC, Angaben des Direktors Douglas Naquin zufolge, bemerkt. Man rechnete demnach mit einem großflächigen Aufstand. Lediglich der Zeitpunkt sei nicht bekannt gewesen.
Laut eigener Aussage fanden die Reaktionen auf die Tötung von Osama bin Laden in der Operation Neptune’s Spear im Mai 2011 besondere Beachtung.
2015 wurde das OSC in Open Source Enterprise umbenannt und in das neu geschaffene Directorate of Digital Innovation der CIA eingegliedert.

## Leiter
Das OSC wurde kommissarisch vom Direktor der CIA geleitet.